# Sadkowice (gromada w powiecie rawskim)
Sadkowice – dawna gromada, czyli najmniejsza jednostka podziału terytorialnego Polskiej Rzeczypospolitej Ludowej w latach 1954–1972.
Gromady, z gromadzkimi radami narodowymi (GRN) jako organami władzy najniższego stopnia na wsi, funkcjonowały od reformy reorganizującej administrację wiejską przeprowadzonej jesienią 1954 do momentu ich zniesienia z dniem 1 stycznia 1973, tym samym wypierając organizację gminną w latach 1954–1972.
Gromadę Sadkowice siedzibą GRN w Sadkowicach utworzono – jako jedną z 8759 gromad na obszarze Polski – w powiecie rawskim w woj. łódzkim, na mocy uchwały nr 37/54 WRN w Łodzi z dnia 4 października 1954. W skład jednostki weszły obszary dotychczasowych gromad Celinów, Gogolin, Lutobory, Sadkowice i Sadkowice Nowe ze zniesionej gminy Lubania, Gacpary, Turobowice i Turobowice Nowe ze zniesionej gminy Regnów oraz Pilawy, Rzymiec, Szwejki Wielkie i Szwejki Wielkie Nowe (z wyłączeniem obszaru parcelacji Szwejki Małe) ze zniesionej gminy Stara Wieś w tymże powiecie. Dla gromady ustalono 19 członków gromadzkiej rady narodowej.
Gromada przetrwała do końca 1972 roku, czyli do kolejnej reformy gminnej. 1 stycznia 1973 w powiecie rawskim utworzono gminę Sadkowice.